# Groupe d'IC 724
Le groupe d'IC 724 comprend au moins huit galaxies situées dans les constellations de la  Vierge et du  Lion. La distance moyenne entre ce groupe et la Voie lactée est d'environ 86,1 Mpc (∼281 millions d'al). 

## Membres
Le tableau ci-dessous liste les huit galaxies qui sont indiquées dans l'article d'Abraham Mahtessian publié en 1998. Trois des galaxies de la liste de Mahtessian (NGC 3817, NGC 3848 et NGC 3852) font partie du groupe compact de Hickson 58 qui compte cinq galaxies. Les quatrième et cinquième galaxies du groupe compact sont NGC 3819 et NGC 3820. Elles sont dans la même région de la sphère céleste et à des distances respectives de 96,9 Mpc et 95,0 Mpc de la Voie lactée, alors que la distance moyenne des six galaxies du groupe d'IC 724 de la liste de Mahtessian est de 96,0 Mpc.  NGC 3819 et NGC 3820 devraient donc être incluses dans ce groupe. Elles occupent les deux dernières rangées du tableau.
| Nom                 | Classification | Type                 | α (J2000.0)   | δ (J2000.0) | Vitesse radiale (km/s) | Magnitude apparente | Distance (Mpc) | Diamètre (kal) |
| ------------------- | -------------- | -------------------- | ------------- | ----------- | ---------------------- | ------------------- | -------------- | -------------- |
| NGC 3817            | SB0-a          | Lenticulaire         | 11h 41m 53.1s | 10° 18′ 14″ | 6103 ± 19              | 13,3                | 95,2 ± 6,7     | ?              |
| NGC 3822 (NGC 3848) | S0?            | Lenticulaire         | 11h 42m 11.1s | 10° 16′ 40″ | 6264 ± 3               | 13,1                | 97,6 ± 6,8     | 132            |
| NGC 3825 (NGC 3852) | SBa            | Spirale barrée       | 11h 42m 23.7s | 10° 15′ 51″ | 6475 ± 2               | 13,0                | 100,7 ± 7,1    | 253            |
| NGC 3839            | Sdm            | Spirale magellanique | 11h 43m 54.3s | 10° 47′ 05″ | 5915 ± 2               | 13,3                | 92,4 ± 6,5     | 106            |
| IC 724              | Sa             | Spirale              | 11h 43m 34.7s | 08° 56′ 33″ | 5972 ± 3               | 12,5                | 93,3 ± 6,5     | 202            |
| UGC 6617            | S0?            | Lenticulaire         | 11h 39m 17.6s | 09° 57′ 45″ | 6228 ± 31              | 13,3                | 97,1 ± 6,8     | 165            |
| NGC 3819            | E1             | Elliptique           | 11h 42m 05.8s | 10° 21′ 04″ | 6217 ± 2               | 13,8                | 96,9 ± 6,8     | 89             |
| NGC 3820            | Sbc            | Spirale              | 11h 42m 04.9s | 10° 23′ 03″ | 6093 ± 4               | 14,5                | 95,0 ± 6,7     | 63             |

Le site DeepskyLog permet de trouver aisément les constellations des galaxies mentionnées dans ce tableau ou si elles ne s'y trouvent pas, l'outil du site constellation permet de le faire à l'aide des coordonnées de la galaxie. Sauf indication contraire, les données proviennent du site NASA/IPAC.